# Трепельное
Трепельное (укр. Трепельне) — посёлок в Амвросиевском районе Донецкой области Украины. Находится под контролем самопровозглашенной Донецкой Народной Республики.

## География
Посёлок расположен между селом Елизавето-Николаевкой и районным центром — городом Амвросиевкой.

#### Соседние населённые пункты по странам света
С: — 
СЗ: Григоровка, Бондаревское
СВ: Новопетровское, Котовского, Родники
З: Елизавето-Николаевка, Металлист
В: —
ЮЗ: Войковский, Кутейниково
ЮВ: Жукова Балка, Новоеланчик, Ленинское, город Амвросиевка
Ю: — 

## Население
Население по переписи 2001 года составляло 107 человек.

## Местный совет
Посёлок Трепельное входит в состав Елизавето-Николаевского сельского совета.
Адрес местного совета: 87335, Донецкая область, Амвросиевский район, с. Елизавето-Николаевка, ул. Ленина, 41-а.

## История
3 сентября 2010 года Донецкая областная рада приняла решение, в соответствии с которым посёлок Трепельное переподчинялся от Елизавето-Николаевского сельского совета к Металлистовскому сельскому совету, а Елизавето-Николаевский сельский совет ликвидировался как административно-территориальная единица и становился частью Металлистовского сельского совета. Однако 22 августа 2012 года это решение Донецкой областной радой было отменено.